# Gösta Nystroem
Gösta Nystroem (* 13. Oktober 1890 in Silvberg, Gemeinde Säter; † 9. August 1966 in Varberg, Hallands län) war ein schwedischer Komponist und Maler.

## Leben
Gösta Nystroem (ursprüngliche Schreibweise „Nyström“) wurde in der schwedischen historischen Provinz Dalarna geboren, verbrachte aber den größten Teil seiner Kindheit in Österhaninge bei Stockholm, damals ein kleines Dorf, heute Vorstadtsbezirk. Ersten Musikunterricht erhielt er von seinem Vater, einem Volksschullehrer und Organisten. Nystroem studierte in Stockholm (u. a. bei Andreas Hallén) und 1915 bis 1919 in Kopenhagen (wo er Carl Nielsen kennenlernte).
In dieser Zeit arbeitete Nystroem sowohl als Komponist als auch als Maler. Als letzterer nahm er Anregungen von Braque, Picasso und de Chirico auf, und wurde zu einem der ersten schwedischen Kubisten. Erst als über Dreißigjähriger beschloss er, sich ganz auf die Musik zu konzentrieren. 
Zum weiteren Studium übersiedelte Nystroem nach Paris. Dort waren Vincent d’Indy und Leonid Sabanejew seine Lehrer. Nachdem er zwölf Jahre in Frankreich, hauptsächlich in Paris, verbracht hatte, zog er 1931 nach Göteborg und arbeitete dort als freischaffender Komponist und Musikkritiker. In den 1950er Jahren übersiedelte er nach Särö, einem wohlhabenden Ort etwa 20 Kilometer südlich von Göteborg, und lebte dort in einem Haus, das ursprünglich der Familie seiner ersten Frau gehörte. Gladys Heyman, die er 1921 in Frankreich geheiratet hatte, verstarb 1946. 1950 heiratete Nystroem Helen Lyon, die, wie schon seine erste Frau, aus der Göteborger Oberschicht stammte. Nystroem selbst war niemals reich, pflegte jedoch in Anpassung an das gesellschaftliche Leben einen etwas altertümlichen „Gentleman-Stil“.

## Werk
Nach Anfängen unter dem Einfluss seiner skandinavischen Zeitgenossen (etwa Sibelius) griff Nystroem während seiner Zeit in Frankreich die dortigen zeitgenössischen Strömungen auf (Impressionismus, Groupe des Six, Expressionismus). Sein späterer Personalstil zeigt unter Einfluss von Honegger auch neoklassizistische Züge und erinnert in manchem an Arnold Bax, aber auch an Hindemith. Im Schweden der 1930er-Jahre galt Nystroem als Modernist. Nystroem fühlte sich stark vom Meer angezogen und ließ sich in vielen seiner Werke von dessen Stimmungen inspirieren.
Zu Nystroems geschätztesten Werken gehören seine Liederzyklen. Am bekanntesten wurden die Sammlungen Sånger vid havet (Gesänge am Meer, 1942, mit Orchester oder Klavier), På reveln (Am Riff, 1948, mit Klavier) und Själ och landskap: nya sånger vid havet (Seele und Landschaft: neue Gesänge am Meer, 1950, mit Klavier). Fünf Texte dieser Sammlungen stammen von Nystroems Lieblingsdichterin, der schwedischen Schriftstellerin Ebba Lindqvist (1908–1995), mit der er seine Zuneigung zum Meer teilte.
Nystroem schrieb sechs Sinfonien, von denen die 2. Sinfonia espressiva (1935–37) und die 3. Sinfonia del mare (1947–48) als die herausragenden gelten. Die Sinfonia espressiva beginnt mit einem langsamen ersten Satz, der mit Streichern und Pauken besetzt ist. Im zweiten und dritten Satz treten Bläsergruppen und Schlagwerk hinzu, und erst im Finale wird das volle Orchester eingesetzt. Die Sinfonia del mare besteht aus einem durchgehenden Satz, der verschiedene Meeresstimmungen widerspiegelt. Im Zentrum des Werks steht das vom Sopran gesungene Gedicht "Det enda" (Das Eine) von Lindqvist. Nystroems weitere Sinfonien, die Sinfonia breve (1929–31), 4. Sinfonie (1952, ursprünglich betitelt mit Sinfonia shakespeariana), Sinfonia seria (1963) und Sinfonia tramontana (1965) werden nur selten gespielt.
Nystroem schrieb ferner Schauspielmusiken, das Tongedicht La mer arctique (1924–25), zwei Konzerte für Streicher (Nr. 1 entstand 1930, Nr. 2 1955), eine Sinfonia concertante für Cello und Orchester (1944), eine Partita für Flöte, Streicher und Harfe (1953) sowie Konzerte für Violine (1954/57), Viola (Hommage à France, 1940) und Klavier (Concerto ricercante, 1959). Außerdem komponierte er Kammermusik, die Oper Herr Arnes penningar (1958, nach einer Novelle von Selma Lagerlöf) sowie einige Filmmusiken.